# Hiller YH-32 Hornet
Hiller YH-32 Hornet (định danh công ty HJ-1) là một loại trực thăng của Hoa Kỳ, do Hiller Aircraft chế tạo đầu thập niên 1950.

## Biến thể
HJ-1
YH-32
YH-32A
XHOE-1

## Tính năng kỹ chiến thuật (YH-32)
Đặc điểm tổng quát
- Kíp lái: 2
- Chiều dài:  ()
- Đường kính rô-to: 23 ft (6,9 m)
- Chiều cao: 7 ft 10 in (2,4 m)
- Diện tích đĩa quay: 402 ft² (37,4 m²)
- Trọng lượng rỗng: 544 lb (247 kg)
- Trọng lượng có tải: 1.080 lb (490 kg)
- Động cơ: 2 × Hiller 8RJ2B kiểu ramjet, 40 lbf (178 N) mỗi chiếc

 Hiệu suất bay 
- Vận tốc cực đại: 80 mph (129 km/h)
- Tầm bay: 28 dặm (52 km)
- Trần bay: 6.900 ft (2.100 m)
- Vận tốc lên cao: 700 ft/phút (213 m/phút)
- Tải trên đĩa quay: 2,7 lb/ft² (13 kg/m²)